# Технико-внедренческая зона
Те́хнико-внедре́нческая зо́на (ТВЗ) — вид особой экономической зоны для создания и реализации научно-технической продукции, доведения её до промышленного применения, включая изготовление, испытание и реализацию опытных партий, а также создание программных продуктов, систем сбора, обработки и передачи данных, систем распределённых вычислений и оказание услуг по внедрению и обслуживанию таких продуктов и систем.
В соответствии с текущим российским законодательством ТВЗ создаётся на участках территории, общая площадь которых составляет не более чем четыре квадратных километра. Зона не может располагаться на территориях нескольких муниципальных образований и не должна включать в себя полностью территорию какого-либо административно-территориального образования.
Резидентом технико-внедренческой особой экономической зоны признаются индивидуальный предприниматель или коммерческая организация, за исключением унитарного предприятия, зарегистрированные в соответствии с законодательством Российской Федерации на территории муниципального образования, в границах которого расположена особая экономическая зона, и заключившие с органами управления особыми экономическими зонами соглашение о ведении технико-внедренческой деятельности в порядке и на условиях, предусмотренных настоящим Федеральным законом.
21 декабря 2005 постановлениями Правительства России организованы следующие технико-внедренческие особые экономические зоны в городах:
- Дубна[2],
- Москва (Зеленоград, ТВЗ «Зеленоград»)[3],
- Санкт-Петербург (посёлок Стрельна, зона «Нойдорф»)[4],
- Томск[5],
- Фрязино, Постановление Правительства от 31 декабря 2015 года № 1538.
- «Иннополис»[6][7]Постановление Правительства Российской Федерации от 1 ноября 2012 года № 1131 «О создании на территориях Верхнеуслонского и Лаишевского муниципальных районов Республики Татарстан особой экономической зоны технико-внедренческого типа»

## Резиденты
По состоянию на 1 января 2020 года резидентами ТВЗ являлись 454 компаний. Накопленным итогом создано 18,8 тысяч рабочих мест, осуществлено 169,679 млрд рублей инвестиций, объем выручки составил 256,48 млрд рублей, уплачено 45,7 млрд рублей налоговых, таможенных отчислений и отчислений в государственные внебюджетные фонды.